# Callophrys xami
Callophrys xami is een vlinder uit de familie van de Lycaenidae. De wetenschappelijke naam van de soort werd als Thecla xami in 1866 gepubliceerd door Reakirt.

## Ondersoorten
- Callophrys xami xami
  - = Thecla blenina Hewitson, 1868
- Callophrys xami texami Clench, 1981